# Palacio de Justicia del Condado de Midland
El Palacio de Justicia del Condado de Midland (en inglés, Midland County Courthouse) es un edificio gubernamental ubicado en 301 West Main Street en Midland, una ciudad del estado de Míchigan (Estados Unidos). Fue incluido en el Registro Nacional de Lugares Históricos en 1986. Es el único palacio de justicia de estilo neotudor en el estado.

## Historia
En 1858, el condado de Midland construyó su primer palacio de justicia, una estructura de madera. En 1919, el condado de Midland decidió construir un nuevo palacio de justicia. Los problemas legales retrasaron la financiación, pero en 1924, se había recaudado dinero para financiar la construcción. Además, Herbert H. Dow de Dow Chemical prometió fondos adicionales y contrató al arquitecto Bloodgood Tuttle de Cleveland y Detroit para diseñar el edificio, y al artista mural Paul Honore de Detroit para crear obras de arte de interiores. El contrato para construir el edificio se otorgó a Spence Brothers of Saginaw a fines de 1924, y la construcción comenzó de inmediato en un sitio contiguo al antiguo palacio de justicia. El edificio se completó a finales de 1925 y las oficinas se ocuparon a principios de 1926. El palacio de justicia de 1858 fue arrasado poco después.
En 1958, se hizo una gran adición en forma de cruz, diseñada por el arquitecto Alden B. Dow de Midland. En 1979, se construyó una adición trasera, diseñada por Robert E. Schwartz & Associates, arquitecto, también de Midland. El palacio de justicia fue renovado en 2018 y todavía lo utiliza el gobierno del condado.

## Descripción
El Palacio de Justicia del Condado de Midland es un palacio de justicia de estilo neotudor de tres pisos, que mide aproximadamente 35 m de largo y 17 a 27 m de profundidad. Está ubicado en una pendiente, de modo que solo aparecen dos pisos en la sección frontal. El área principal de la cubierta es a cuatro aguas, con dos extremos a dos aguas que sobresalen; tejas de arcilla anaranjadas cubren el techo. Se utiliza la piedra como base del edificio hasta los vierteaguas de las ventanas. Arriba están las paredes de estuco, con el segundo piso con colmillos debajo de los aleros del techo. Los hastiales de entramado de madera y las buhardillas contienen ventanas al segundo piso.